# Bộ Trường (長)
Bộ Trường, bộ thứ 168 có nghĩa là "dài" hoặc "lớn" là 1 trong 9 bộ có 8 nét trong số 214 bộ thủ Khang Hy.
Trong Từ điển Khang Hy có 55 chữ (trong số hơn 40.000) được tìm thấy chứa bộ này.

## Tự hình Bộ Trường (長)

Giáp cốt văn
Kim văn
Tiểu triện

## Chữ thuộc Bộ Trường (長)
| Số nét bổ sung | Chữ                   |
| -------------- | --------------------- |
| 0              | 長/trường/ 镸 长      |
| 3              | 䦇/cát/ 镹/kết/       |
| 4              | 镺/áo/                |
| 5              | 𨱪 䦈/ta/ 䦉 镻/điệt/ |
| 6              | 䦊                    |
| 8              | 镼                    |
| 11             | 䦋                    |
| 12             | 镽                    |
| 14             | 镾/mi/                |